# Gustavo Nery
Gustavo Nery, voluit Gustavo Nery de Sá da Silva, (Nova Friburgo, 22 april 1977) is een Braziliaanse voetballer.

## Biografie
Nery begon zijn carrière bij Santos en was de eerste jaren van zijn carrière geen basisspeler. Bij São Paulo kreeg hij vanaf 2000 wel meer speelkansen. Met de club won hij het Torneio Rio-São Paulo in 2001. In 2004 ging hij voor Werder Bremen spelen, maar werd al snel uitgeleend aan Corinthians, waar hij in 2005 de landstitel mee binnen haalde. In 2008 won hij met Internacional de Copa Sudamericana. 
In 2001 werd hij voor het eerst geselecteerd voor het Braziliaanse elftal. In totaal verzamelde hij tien caps voor de nationale ploeg. In 2004 won hij met Brazilië de Copa América. 
1 Dida ·
2 Zé Maria ·
3 Lúcio ·
4 Edmílson ·
5 Léomar ·
6 Gustavo Nery ·
7 Leandro ·
8 Vampeta  ·
9 Sonny Anderson ·
10 Robert ·
11 Carlos Miguel ·
12 Carlos Germano ·
13 Evanílson ·
14 César Belli ·
15 Caçapa ·
16 Léo ·
17 Vágner ·
18 Fábio Rochemback ·
19 Júlio Baptista ·
20 Ramon ·
21 Washington ·
22 Magno Alves ·
23 Fábio Costa ·
Coach: Leão
1 Júlio César ·
2 Mancini ·
3 Luisão ·
4 Juan ·
5 Renato ·
6 Gustavo Nery ·
7 Adriano ·
8 Kléberson ·
9 Luís Fabiano ·
10 Alex ·
11 Edu ·
12 Fábio ·
13 Maicon ·
14 Bordon ·
15 Cris ·
16 Dudu Cearense ·
17 Adriano C. ·
18 Júlio Baptista ·
19 Diego ·
20 Felipe ·
19 Ricardo Oliveira ·
20 Vágner Love ·
Coach: Parreira